# ダコタ・ステイトン
ダコタ・ステイトン（Dakota Staton、1930年6月3日 - 2007年4月10日）は、アメリカ合衆国のジャズ・ボーカリストで、特にチャートの4位まで上昇した1957年のヒット曲「ザ・レイト、レイト・ショウ (The Late, Late Show)」で国際的に知られた。また、アフマディーヤのイスラム教に改宗して、アリーヤ・ラビア (Aliyah Rabia) というムスリム名を名乗った時期があった。

## 経歴
ペンシルベニア州ピッツバーグのホームウッド地区に生まれた彼女は、ジョージ・ワシントン高等学校を経て、ピッツバーグのフィリオン音楽学校 (Filion School of Music in Pittsburgh) で音楽を学んだ。その後、ジャズが盛んだったヒル・ディストリクトで、ボーカリストとして活動し、ピッツバーグの地元で人気のあったジョー・ウェストレイ楽団 (Joe Westray Orchestra) と定期的に共演するようになった。その後の数年間は、デトロイト、インディアナポリス、クリーブランド、セントルイスなどの都市を回る、ナイトクラブのサーキットに身を投じた。ニューヨークで、ハーレムのベイビー・グランド (Baby Grand) というナイトクラブで歌っていたとき、キャピトル・レコードのプロデューサーだったデイヴ・キャヴァノーに見出された。レコード契約を結んだ彼女は、数枚のシングルを出し、1955年には『ダウン・ビート』誌から「最も有望な新人 (Most Promising Newcomer)」賞を贈られた。1958年には、タリブ・ダウードと結婚したが、彼はアンティグア島生まれの黒人で、アフマディーヤ・ムスリムのジャズ・トランペット奏者であり、イライジャ・ムハンマドについての批評家としても知られていた。この結婚によって彼女はイスラム教に改宗し、一時期はアリーヤ・ラビアと名乗った。しかし、この結婚は、結局のところ離婚に終わった。
1950年代後半から1960年代前半にかけて、彼女は高く評価されたアルバムを出し続け、タイトル曲が彼女の最大のヒットとなったアルバム『The Late, Late Show』（1957年）、ピアニストのジョージ・シアリングと組んだ『In the Night』（1958年）や、『Dynamic!』（1958年）、そしてボストンのジャズクラブであるストーリーヴィル (Storyville) で収録されたライブ・アルバム『Dakota at Storyville』（1962年）などが発表された。1960年代半ばに、ステイトンは活動の拠点をイングランドへ移し、アルバム『Dakota '67』を吹き込んだ。1970年代前半のうちに合衆国に戻った後も、ほぼ定期的に吹込みを継続し、その録音の内容は、段々とゴスペルやブルースの影響が色濃くなっていった。1999年には脳卒中を患い、以降は健康が優れない状態となっていった。2007年、ステイトンはニューヨークにて、76歳で死去した。

## ディスコグラフィ
- The Late, Late Show (1957年、Capitol)
- Dynamic! (1958年、Capitol)
- In the Night (1958年、Capitol) ※with ジョージ・シアリング
- Time to Swing (1959年、Capitol)
- More Than the Most (1959年、Capitol)
- Crazy He Calls Me (1959年、Capitol)
- 『ダコタ・シングス・バラード&ブルース』 - Sings Ballads and the Blues (1960年、Capitol)
- Softly (1960年、Capitol)
- 『ラウンドミッドナイト』 -  'Round Midnight (1961年、Capitol)
- From Dakota with Love (1962年、United Artists)
- Dakota (1960年、Capitol)
- Dakota at Storyville (1962年、Capitol)
- Live and Swinging (1964年、United Artists)
- Dakota Staton with Strings (1964年、United Artists)
- Dakota '67 (1966年、London)
- I've Been There (1970年、Verve)
- 『マダメ・フー・フー』 - Madame Foo-Foo (1972年、Groove Merchant)
- 『アイ・ウォント・ア・カントリー・マン』 - I Want a Country Man (1973年、Groove Merchant)
- 『ミス・ソウル』 - Ms. Soul (1974年、Groove Merchant)
- Confessin' (1974年、Groove Merchant) ※with マニー・アルバム・ビッグバンド
- Uniquely Dakota (1983年、Half Moon)
- No Man Is Going to Change Me (1985年、GP)
- 『ダコタ・ステイトン』 - Dakota Staton (1991年、Muse)
- Moonglow (1991年、LRC)
- Darling Please Save Your Love for Me (1992年、Muse)
- Isn't This a Lovely Day (1995年、Muse)
- Congratulations (1999年、Giants of Jazz)
- A Packet of Love Letters (1999年、HighNote) ※1996年録音
- Congratulations to Someone (2002年、LRC) ※1973年-1974年録音
- Live at Milestones (2007年、Caffe Jazz) ※1986年録音